# Парахонько, Виталий Александрович
Вита́лий Алекса́ндрович Парахо́нько (бел. Віталій Аляксандравіч Парахонька; род. 18 августа 1993, Орша, Витебская область) — белорусский легкоатлет, специалист по барьерному бегу. Выступает за сборную Белоруссии по лёгкой атлетике с 2012 года, многократный победитель и призёр первенств национального значения, действующий рекордсмен страны в беге на 110 метров с барьерами, участник летних Олимпийских игр в Токио.

## Биография
Виталий Парахонько родился 18 августа 1993 года в городе Орша Витебской области. Занимался лёгкой атлетикой в местной Специализированной детско-юношеской школе олимпийского резерва № 2, затем тренировался в Республиканском центре олимпийской подготовки, был подопечным тренеров А. С. Гутина и В. Н. Мясникова.
Впервые заявил о себе на международном уровне в сезоне 2012 года, когда вошёл в состав белорусской сборной и выступил в беге на 110 метров с барьерами на юниорском мировом первенстве в Барселоне.
В 2014 году в той же дисциплине выиграл бронзовую медаль на Мемориале братьев Знаменских в Жуковском.
В 2015 году стартовал на чемпионате Европы в помещении в Праге и на молодёжном европейском первенстве в Таллине.
В 2017 году принял участие в чемпионате Европы в помещении в Белграде, в командном чемпионате Европы в Лилле. Также в этом сезоне впервые выиграл зимний и летний чемпионаты Белоруссии в беге на 60 и 110 метров с барьерами соответственно — впоследствии неизменно удерживал лидерство на всех национальных чемпионатах.
В 2018 году дошёл до полуфиналов на чемпионате мира в помещении в Бирмингеме и на чемпионате Европы в Берлине.
В 2019 году выступил на чемпионате Европы в помещении в Глазго и на чемпионате мира в Дохе, одержал победу в Первой лиге командного чемпионата Европы в Саннесе, стал серебряным призёром на домашних Европейских играх в Минске.
В 2021 году выступил на чемпионате Европы в помещении в Торуне, тогда как на чемпионате Белоруссии в Минске установил ныне действующий национальный рекорд в 110-метровом барьерном беге — 13,30. Выполнив олимпийский квалификационный норматив (13,32), удостоился права защищать честь страны на летних Олимпийских играх в Токио — в программе бега на 110 метров с барьерами с результатом 13,61 остановился уже на предварительном квалификационном этапе.